# Operazione Fritham
Operazione Fritham era il nome in codice di un'operazione militare condotta dalle forze norvegesi durante la seconda guerra mondiale, il cui scopo era neutralizzare e impedire lo sfruttamento delle ricche miniere di carbone sull'isola di Spitsbergen da parte dei tedeschi.

## La missione

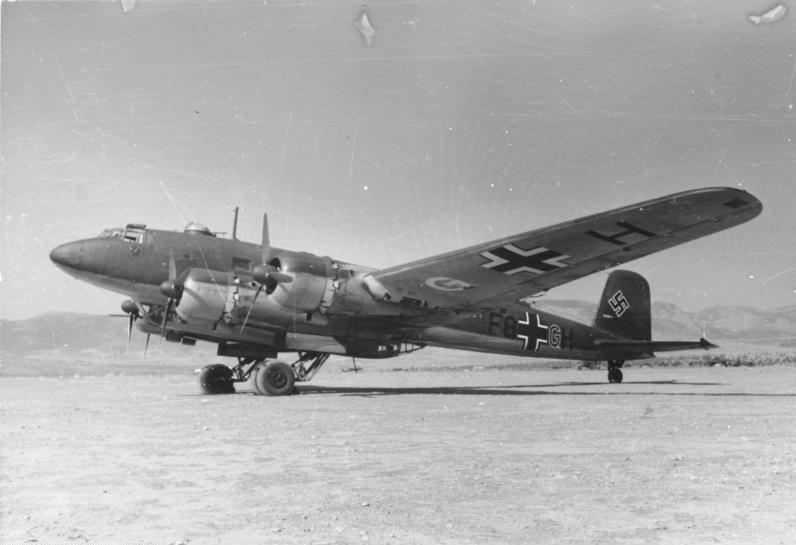
Un bombardiere Focke-Wulf Fw 200 Condor della Luftwaffe.

Il 30 aprile 1942, 82 uomini della Norwegian Brigade in Scotland salparono da Greenock, in Scozia, diretti alle isole Svalbard, a bordo delle due navi trasporto Selis e Isbjørn. Il 14 maggio, le due navi trasporto vennero attaccate da quattro Focke-Wulf Fw 200 Condor della Luftwaffe, bombardieri per il controllo marittimo a lungo raggio: le due navi furono affondate con dodici uomini uccisi e quindici feriti. Il comandante dell'operazione era Einar Sverdrup, che morì nel corso del bombardamento; Sverdrup era stato l'amministratore delegato della Store Norske Spitsbergen Kulkompani, la compagnia minieraria norvegese basata sulle Svalbard.
I soldati sopravvissuti trovarono rifugio a Barentsburg fino a maggio, quando furono salvati da aerei alleati che lanciarono loro dei rifornimenti. Solo il 2 luglio i sopravvissuti furono recuperati via mare, con l'operazione nome in codice "Gearbox".